# Kanoistika na Letních olympijských hrách 2008
Závody v kanoistice se na Letních olympijských her 2008 v Pekingu uskutečnily ve dnech 11.–23. srpna 2008 v areálu Shunyi Olympic Rowing-Canoeing Park. Celkem 330 závodníků startovalo v 16 disciplínách (12 pro muže, 4 pro ženy).

## Medailové pořadí zemí
| Pořadí | Země                 | Zlato | Stříbro | Bronz | Celkově |
| ------ | -------------------- | ----- | ------- | ----- | ------- |
| 1.     | Německo (GER)        | 3     | 2       | 3     | 8       |
| 2.     | Slovensko (SVK)      | 3     | 1       | 0     | 4       |
| 3.     | Maďarsko (HUN)       | 2     | 1       | 1     | 4       |
| 4.     | Bělorusko (BLR)      | 2     | 0       | 1     | 3       |
| 5.     | Španělsko (ESP)      | 1     | 2       | 0     | 3       |
| 6.     | Austrálie (AUS)      | 1     | 1       | 3     | 5       |
| 7.     | Rusko (RUS)          | 1     | 1       | 1     | 3       |
| 7.     | Velká Británie (GBR) | 1     | 1       | 1     | 3       |
| 9.     | Ukrajina (UKR)       | 1     | 0       | 1     | 2       |
| 10.    | Čína (CHN)           | 1     | 0       | 0     | 1       |
| 11.    | Francie (FRA)        | 0     | 1       | 1     | 2       |
| 11.    | Itálie (ITA)         | 0     | 1       | 1     | 2       |
| 11.    | Kanada (CAN)         | 0     | 1       | 1     | 2       |
| 14.    | Česko (CZE)          | 0     | 1       | 0     | 1       |
| 14.    | Dánsko (DEN)         | 0     | 1       | 0     | 1       |
| 14.    | Norsko (NOR)         | 0     | 1       | 0     | 1       |
| 14.    | Polsko (POL)         | 0     | 1       | 0     | 1       |
| 18.    | Rakousko (AUT)       | 0     | 0       | 1     | 1       |
| 18.    | Togo (TOG)           | 0     | 0       | 1     | 1       |
| Celkem | Celkem               | 16    | 16      | 16    | 48      |

## Medailisté

### Vodní slalom

#### Muži
| Kategorie | Zlato                                                     | Výkon  | Stříbro                                       | Výkon  | Bronz                                             | Výkon  |
| --------- | --------------------------------------------------------- | ------ | --------------------------------------------- | ------ | ------------------------------------------------- | ------ |
| C1        | Michal Martikán · Slovensko (SVK)                         | 176,65 | David Florence · Velká Británie (GBR)         | 178,61 | Robin Bell · Austrálie (AUS)                      | 180,59 |
| C2        | Slovensko (SVK) · Pavol Hochschorner · Peter Hochschorner | 190,82 | Česko (CZE) · Jaroslav Volf · Ondřej Štěpánek | 192,89 | Rusko (RUS) · Michail Kuzněcov · Dmitrij Larionov | 197,37 |
| K1        | Alexander Grimm · Německo (GER)                           | 171,70 | Fabien Lefèvre · Francie (FRA)                | 173,30 | Benjamin Boukpeti · Togo (TOG)                    | 173,45 |

#### Ženy
| Kategorie | Zlato                           | Výkon  | Stříbro                                 | Výkon  | Bronz                                           | Výkon  |
| --------- | ------------------------------- | ------ | --------------------------------------- | ------ | ----------------------------------------------- | ------ |
| K1        | Elena Kaliská · Slovensko (SVK) | 192,64 | Jacqueline Lawrencová · Austrálie (AUS) | 206,94 | Violetta Oblingerová-Petersová · Rakousko (AUT) | 214,77 |

### Rychlostní kanoistika

#### Muži
| Kategorie | Zlato                                                                                      | Výkon    | Stříbro                                                                            | Výkon    | Bronz                                                                                | Výkon    |
| --------- | ------------------------------------------------------------------------------------------ | -------- | ---------------------------------------------------------------------------------- | -------- | ------------------------------------------------------------------------------------ | -------- |
| C1 500 m  | Maxim Opalev · Rusko (RUS)                                                                 | 1:47,140 | David Cal · Španělsko (ESP)                                                        | 1:48,397 | Jurij Čeban · Ukrajina (UKR)                                                         | 1:48,766 |
| C1 1000 m | Attila Vajda · Maďarsko (HUN)                                                              | 3:50,467 | David Cal · Španělsko (ESP)                                                        | 3:52,751 | Thomas Hall · Kanada (CAN)                                                           | 3:53,653 |
| C2 500 m  | Čína (CHN) · Meng Kuan-liang · Jang Wen-ťün                                                | 1:41,025 | Rusko (RUS) · Sergej Ulegin · Alexandr Kostoglod                                   | 1:41,282 | Německo (GER) · Christian Gille · Tomasz Wylenzek                                    | 1:41,964 |
| C2 1000 m | Bělorusko (BLR) · Andrej Bahdanovič · Aljaxandr Bahdanovič                                 | 3:36,365 | Německo (GER) · Christian Gille · Tomasz Wylenzek                                  | 3:36,588 | Maďarsko (HUN) · György Kozmann · Tamás Kiss                                         | 3:40,258 |
| K1 500 m  | Ken Wallace · Austrálie (AUS)                                                              | 1:37,252 | Adam van Koeverden · Kanada (CAN)                                                  | 1:37,630 | Tim Brabants · Velká Británie (GBR)                                                  | 1:37,671 |
| K1 1000 m | Tim Brabants · Velká Británie (GBR)                                                        | 3:26,323 | Eirik Verås Larsen · Norsko (NOR)                                                  | 3:27,342 | Ken Wallace · Austrálie (AUS)                                                        | 3:27,485 |
| K2 500 m  | Španělsko (ESP) · Saúl Craviotto · Carlos Pérez                                            | 1:28,736 | Německo (GER) · Ronald Rauhe · Tim Wieskötter                                      | 1:28,827 | Bělorusko (BLR) · Raman Pjatrušenka · Vadzim Machneŭ                                 | 1:30,005 |
| K2 1000 m | Německo (GER) · Martin Hollstein · Andreas Ihle                                            | 3:11,809 | Dánsko (DEN) · Kim Wraae Knudsen · René Holten Poulsen                             | 3:13,580 | Itálie (ITA) · Andrea Facchin · Antonio Scaduto                                      | 3:14,750 |
| K4 1000 m | Bělorusko (BLR) · Raman Pjatrušenka · Aljaxej Abalmasaŭ · Artur Litvinčuk · Vadzim Machneŭ | 2:55,714 | Slovensko (SVK) · Richard Riszdorfer · Michal Riszdorfer · Erik Vlček · Juraj Tarr | 2:56,593 | Německo (GER) · Lutz Altepost · Norman Bröckl · Torsten Eckbrett · Björn Goldschmidt | 2:56,676 |

#### Ženy
| Kategorie | Zlato                                                                                          | Výkon    | Stříbro                                                                                      | Výkon    | Bronz                                                                                       | Výkon    |
| --------- | ---------------------------------------------------------------------------------------------- | -------- | -------------------------------------------------------------------------------------------- | -------- | ------------------------------------------------------------------------------------------- | -------- |
| K1 500 m  | Inna Osypenková-Radomská · Ukrajina (UKR)                                                      | 1:50,673 | Josefa Idemová · Itálie (ITA)                                                                | 1:50,677 | Katrin Augustinová · Německo (GER)                                                          | 1:51,022 |
| K2 500 m  | Maďarsko (HUN) · Katalin Kovácsová · Natasa Janicsová                                          | 1:41,308 | Polsko (POL) · Beata Mikołajczyková · Aneta Konieczná                                        | 1:42,092 | Francie (FRA) · Marie Delattreová · Anne-Laure Viardová                                     | 1:42,128 |
| K4 500 m  | Německo (GER) · Fanny Fischerová · Nicole Reinhardtová · Katrin Augustinová · Conny Waßmuthová | 1:32,231 | Maďarsko (HUN) · Katalin Kovácsová · Gabriella Szabóová · Danuta Kozáková · Natasa Janicsová | 1:32,971 | Austrálie (AUS) · Lisa Oldenhofová · Hannah Davisová · Chantal Meeková · Lyndsie Fogartyová | 1:34,704 |

## Program
| R | Rozjížďky | ½ | Semifinále | F | Finále |

| Závod ↓/Datum → | Po 11. 8. | Út 12. 8. | Út 12. 8. | St 13. 8. | Čt 14. 8. | Pá 15. 8. | Pá 15. 8. |
| --------------- | --------- | --------- | --------- | --------- | --------- | --------- | --------- |
| C1 muži         | R         | ½         | F         |           |           |           |           |
| C2 muži         |           |           |           | R         | ½         | F         | F         |
| K1 muži         | R         | ½         | F         |           |           |           |           |
| K1 ženy         |           |           |           | R         |           | ½         | F         |

| Závod ↓/Datum → | Po 18. 8. | Út 19. 8. | St 20. 8. | Čt 21. 8. | Pá 22. 8. | So 23. 8. |
| --------------- | --------- | --------- | --------- | --------- | --------- | --------- |
| C1 500 m muži   |           | R         |           | ½         |           | F         |
| C1 1000 m muži  | R         |           | ½         |           | F         |           |
| C2 500 m muži   |           | R         |           | ½         |           | F         |
| C2 1000 m muži  | R         |           | ½         |           | F         |           |
| K1 500 m muži   |           | R         |           | ½         |           | F         |
| K1 1000 m muži  | R         |           | ½         |           | F         |           |
| K2 500 m muži   |           | R         |           | ½         |           | F         |
| K2 1000 m muži  | R         |           | ½         |           | F         |           |
| K4 1000 m muži  | R         |           | ½         |           | F         |           |
| K1 500 m ženy   |           | R         |           | ½         |           | F         |
| K2 500 m ženy   |           | R         |           | ½         |           | F         |
| K4 500 m ženy   | R         |           | ½         |           | F         |           |

## Česká výprava
Českou výpravu tvořili 4 muži a 3 ženy:
Vodní slalom
- Štěpánka Hilgertová – K1 (9. místo)
- Vavřinec Hradilek – K1 (11. místo)
- Stanislav Ježek – C1 (5. místo)
- Ondřej Štěpánek – C2 (stříbro)
- Jaroslav Volf – C2 (stříbro)

Rychlostní kanoistika
- Jana Blahová – K2 500 m (8. místo)
- Michala Mrůzková – K2 500 m (8. místo)